# Can Puigdomènech
Can Puigdomènech és una obra modernista de Sant Feliu de Codines (Vallès Oriental) inclosa a l'Inventari del Patrimoni Arquitectònic de Catalunya.

## Descripció
Edifici entre mitgeres, compost de soterrani, planta baixa i pis. A la mitgera de ponent sobresurt el cos que inclou l'escala. La façana és plana amb elements formals -llindes, medallons- i decoratius -botons ceràmics, esgrafiats- representatius del llenguatge del modernisme.

## Història
Joan Rubió i Bellver és l'arquitecte d'aquesta casa. Junt amb Can Trinxet són les dues úniques edificacions del terme de Sant Feliu de Codines que se li han atribuït. Situada a la zona de l'eixample del nucli antic, és a dir el carrer-carretera en què està enclavada la casa és l'eix principal de la població i en ell hi trobem els edificis més representatius de l'arquitectura de finals del segle xix i primer terç del segle xx.